# 2022年美國眾議院選舉
2022年美国众议院选举在2022年11月8日举行，决定美国国会众议院的组成。选举将在乔·拜登政府的第一任期中举行，因此也被称为中期选举。众议院所有435个席位将全部改选。全部竞选者将根据各选区的选举结果当选议员。此次选举是第一次根据2020年选区重划后按州分配席位的选举。

## 背景
自2018年美国众议院选举以来，民主党在众议院占多数。2020年共和党从民主党手中夺得12个席位，但民主党仍以222比213席占多数。
由于总统所在的政党通常会在中期选举中落败，许多观察人士预计民主党会失去控制权。

## 结果
共和党最终以222席对213席的微弱优势击败民主党，取得了众议院控制权。微弱的席位优势与选前的“红色浪潮”预期形成了鲜明对比。
投票赞成弹劾特朗普并且挺过党内初选的的两位共和党众议员——华盛顿第4选区代表丹·纽豪斯和加利福尼亚第22选区代表大卫·瓦拉道——各自赢得连任。
民主党国会竞选委员会主席肖恩·帕特里克·马洛尼在纽约第17国会选区的众议院选举中落败，这是1980年来首次有民主党国会竞选委员会主席输掉自己的连任选举。